# Херсонски държавен университет
Херсонски държавен университет (на украински: Херсо́нський держа́вний університе́т) е държавен университет, висше училище в град Херсон, Украйна. Основан е на 17 ноември 1917 г. От 2018 г. ректор на университета е Александър Спиваковски.

## Факултети
Университетът е съставен от 12 факултета:
- Факултет по биология, география и екология
- Педагогически факултет
- Факултет по икономика и мениджмънт
- Факултет по чуждестранна филология
- Факултет по култура и изкуства
- Факултет по природознание, човешко здраве и туризъм
- Социално–психологически факултет
- Факултет по технологии и услуги
- Факултет по компютърни науки, физика и математика
- Факултет по физическо възпитание и спорт
- Факултет по украинска филология и журналистика
- Историко-юридически факултет